# Lee Trundle
Lee Trundle (Liverpool, 10 ottobre 1976) è un calciatore inglese, attaccante del Trefelin Boys & Girls Club.

## Carriera
La sua carriera è cominciata nel 1995 con il Burscough. Passato al Chorley, ci è rimasto per due stagioni, mettendo a segno in 66 gare di campionato ben 21 reti. Nell'annata 1997-1998 ha giocato nello Stalybridge Celtic segnando 10 reti in 37 presenze. Nei due anni successivi ha militato nel Southport con una parentesi in prestito al Bamber Bridge.
Dopo un anno al Rhyl, cominciò la sua scalata ai piani alti del campionato inglese di calcio, giocando al Wrexham, allo Swansea City (cinque stagioni in tutto, quattro consecutive), al Bristol City e al Leeds Utd. Ha messo insieme 74 presenze in Championship e 40 in Premier League.
In seguito ha giocato con i gallesi del Neath Athletic con cui ha avuto la possibilità di giocare nelle coppe europee: più precisamente ha disputato i preliminari di Europa League contro l'Aalesund esordendo con gol il 30 giugno 2011 e disputando anche la gara di ritorno conclusasi con la rapida eliminazione dei gallesi. Negli anni successivi ha vestito le maglie di Preston N.E., Chester, Marine, Llanelli Town e Haverfordwest County.

## Palmarès

### Club

#### Competizioni nazionali
- FAW Premier Cup: 3

Wrexham: 2000-2001
Swansea City: 2004-2005, 2005-2006
- Football League Trophy: 1

Swansea City: 2005-2006
- Football League One: 1

Swansea City: 2007-2008
- Welsh Football League Division One: 1

Llanelli Town: 2017-2018

### Individuale
- Football League Awards: 1

2006